# El Tablero del Mundo
El Tablero Del Mundo es una novela de Nuria S. Salvador publicada en enero de 2008.
La autora retrocede hasta el siglo XVII para describir en su novela una de las épocas más convulsas y fascinantes de la historia de Occidente. Grandes cambios se fraguaban en el corazón de Europa y en las mentes de sus habitantes, que se abrían al Nuevo Mundo llamado América, a nuevos sabores, nuevas gentes y nuevos aires de libertad.
Ha sido editada en España por Roca Editorial (enlace roto disponible en Internet Archive; véase el historial, la primera versión y la última). en el año 2008 y por Círculo de Lectores en febrero de 2009 

## Sinopsis
La joven Inés de Aranda lleva una vida de ensueño en su hacienda La Milagrosa, en la Jamaica española del siglo XVII. Hija menor de una acaudalada familia de colonos, vive rodeada de esclavos pendientes de sus menores caprichos y solo piensa en casarse con algún joven potentado. 
Pero un día, en un instante, su mundo se viene abajo cuando una flota de corsarios ingleses toma la isla y arrasa con toda la presencia española. Inés, superviviente del asalto, se ve obligada a sobrevivir gracias a su ingenio e inteligencia.
Pronto encuentra trabajo al servicio de una rica familia inglesa, y para romper con todo se inventa una nueva identidad y se convierte en Ann Peterson. 
Pero el pasado la perseguirá siempre, e Inés se verá envuelta en una oscura trama de traiciones y ambición entre los reinos de Inglaterra y España. El amor y los deseos de venganza la llevarán a ser protagonista y a jugar en un tablero a tres bandas en el que solo hay un ganador, y el premio es el mundo. 
El Tablero del Mundo mezcla aventuras, romanticismo e intriga y nos traslada a diversos escenarios apasionantes de la Europa colonialista. 
Puedes leer aquí (enlace roto disponible en Internet Archive; véase el historial, la primera versión y la última). un fragmento con las primeras páginas del libro.

## Curiosidades
- Los paisajes caribeños los sacó Nuria de un viaje por Cuba en coche durante un mes.
- En la novela se mezclan tramas de ficción con sucesos reales, como la Toma de Jamaica o el Gran Incendio de Londres de 1666 y para el cual Nuria se documentó con periódicos de la época como el The London Gazzette
- La mansión en la que discurre parte de la trama se llamaba inicialmente SummerSet Hall pero tras descubrir Nuria casualmente que en Londres ya existía una mansión con ese nombre decidió cambiarlo por Ardkinglas Hall que es el nombre gaélico de la mascota de un familiar.
- En la novela, además de los personajes de ficción, hay apariciones de personajes reales como Sir Henry Morgan, afamado pirata de la época
- Nuria S Salvador tuvo la oportunidad de firmar ejemplares de esta novela en la caseta de Roca Editorial de la Feria del Libro de Madrid de 2008.

## Personajes Principales
- Ines de Aranda es la protagonista de la historia
- Ann Peterson es el nombre que adopta Ines de Aranda tras su llegada a Inglaterra

## Personajes Secundarios
- Manini esclava que cuidaba de Ines cuando era una niña
- Mrs Galloway Cocinera de Ardkinglas Hall
- Lord y Lady Dasser nobles de la casa en la que sirve Ines
- James Andry doctor londinense
- Miguel espía español
- Sir Henry Morgan temido corsario